# Aavo Sarap
Aavo Sarap (ur. 21 kwietnia 1962 w Tallinnie, Estońska SRR) – estoński piłkarz, grający na pozycji pomocnika, trener piłkarski.

## Kariera piłkarska

### Kariera klubowa
W 1979 rozpoczął karierę piłkarską w klubie Norma Tallinn. W latach 1983–1984 występował w Tallinna KSMK. W 1986 ponownie grał w Normie Tallinn.

## Kariera trenerska
W 1995 prowadził reprezentację Estonii. Od 2004 do 2009 trenował Tallinna Kalev. W 2009 stał na czele fińskiego Atlantis FC.